# MDNA
MDNA je dvanácté studiové album americké zpěvačky Madonny. Vydáno bylo v březnu roku 2012 společností Interscope Records. Na jeho produkci se kromě zpěvačky samotné podíleli také Klas Åhlund, Alle Benassi, Benny Benassi, The Demolition Crew, Free School, Jimmy Harry, Michael Malih, Hardy „Indiigo“ Muanza, William Orbit a Martin Solveig. Album se umístilo na prvních příčkách hitparád v řadě zemí. V mnoha zemích se rovněž stalo platinovou či zlatou deskou.

## Seznam skladeb
1. „Girl Gone Wild“ – 3:43
2. „Gang Bang“ – 5:26
3. „I'm Addicted“ – 4:33
4. „Turn Up the Radio“ – 3:46
5. „Give Me All Your Luvin'“ – 3:22
6. „Some Girls“ – 3:53
7. „Superstar“ – 3:55
8. „I Don't Give A“ – 4:19
9. „I'm a Sinner“ – 4:52
10. „Love Spent“ – 3:45
11. „Masterpiece“ – 3:58
12. „Falling Free“ – 5:13